# Sebastián de Perea
Sebastián de Perea ou Sebastián de Pesca (falecido no dia 20 de setembro de 1607) foi um prelado católico romano que serviu como bispo auxiliar de Sevilha (1587–1607).
No dia 27 de abril de 1587, Sebastián de Perea foi nomeado pelo Papa Sisto V como Bispo Auxiliar de Sevilha e Bispo Titular de Medaurus. Serviu como Bispo Auxiliar de Sevilha até à sua morte no dia 20 de setembro de 1607.